# Spiders (schwedische Band)
Spiders ist eine schwedische Hard-Rock-Band aus Göteborg. Die Band steht bei Spinefarm Records unter Vertrag und hat bislang drei Alben veröffentlicht.

## Geschichte
Die Band wurde im Jahre 2010 gegründet, als der ehemalige Witchcraft- und Troubled-Horse-Gitarrist John Hoyles von Örebro nach Göteborg zog und mit dem Graveyard-Schlagzeuger Axel Sjöberg Musik machte. Später stieß John Hoyles Ehefrau Ann-Sofie als Sängerin hinzu. Komplettiert wurde die Band durch den Bassisten Matteo Gambacorta. Kurze Zeit später spielte die Band ihr erstes Konzert auf dem Way Out West Festival. Im Januar 2011 erschien die von Don Ahlsterberg produzierte selbstbetitelte EP, von der einige Lieder regelmäßig vom schwedischen Radiosender P3 gespielt wurden. In den USA wurden die vier Lieder zwei Monate später auf zwei separaten 7″-Singles veröffentlicht.
Da Sjöberg mit Graveyard sehr beschäftigt war, verließ er Spiders und wurde durch Ricard Harryson ersetzt. Mit ihm nahm die Band mit Fraction eine weitere 7″-Single auf. Ein Jahr später nahmen Spiders zusammen mit Per Stålberg ihr Debütalbum Flash Point auf, das im Oktober 2012 veröffentlicht wurde und Platz 52 der schwedischen Albumcharts erreichte. Die Band spielte eine Europatournee im Vorprogramm von Graveyard und wurde bei den „P3 Guld“, dem schwedischen Radiopreis, in der Kategorie „Best Rock/Metal of the Year“ nominiert. Der Preis ging jedoch an die Band Graveyard. Im Jahre 2013 spielten Spiders beim Sweden Rock Festival und Skandinavien, Spanien und Portugal, bevor Matteo Gambacorta die Band verließ und durch Olle Griphammar ersetzt wurde.
Ein Jahr später nahm die Band mit dem Produzenten Mattias Glavå ihr zweites Studioalbum Shake Electric auf. Es folgte eine Tournee im Vorprogramm von Kvelertak durch Skandinavien und eine Europatournee mit Blood Ceremony. Vorab wurde die Single Mad Dog ausgekoppelt, bevor Spiders von Spinefarm Records unter Vertrag genommen wurde. Das Album wurde am 5. November 2014 veröffentlicht und stieg auf Platz fünf der schwedischen Albumcharts ein. Erneut wurde die Band für Preis „P3 Guld“ nominiert, verlor aber gegen Crucified Barbara. Darüber hinaus wurde das Album für den schwedischen Musikpreis Grammis in der Kategorie Hardrock nominiert. Der Preis ging allerdings an die Band At the Gates.
Im Herbst 2015 folgte eine Europatourneen im Vorprogramm von Uncle Acid & the Deadbeats und Avatarium. Gleichzeitig veröffentlichten Spiders die EP Why Don’t You, welche eine Coverversion des Abba-Liedes Watch Out enthält. Anfang 2016 gab die Band ihre ersten Konzerte in Nordamerika, wo die Spiders im Vorprogramm von Graveyard spielten. Am 6. April 2018 wurde das dritte Studioalbum Killer Machine veröffentlicht. Das Album stieg auf Platz 17 der schwedischen Albumcharts ein. Darüber hinaus belegte das Album Platz eins der schwedischen Vinylcharts und war damit das meistverkaufte Album im LP-Format.

## Stil
Spiders spielen vom Hard Rock der 1970er Jahre inspirierte Rockmusik. Teilweise wird ihr Stil auch als Garage Punk bezeichnet. Neben klassischen Rockinstrumenten wie Gitarre, Bass und Schlagzeug verwendet die Band auch die Mundharmonika. Gitarrist John Hoyles bezeichnete die Musik von Spiders als Classic Rock. Ann-Sofie Hoyles nannte neben dem Punkrock die Band Dead Moon als frühen Einfluss. Von Seiten der Medien wird die Musik von Spiders mit Bands wie Jefferson Airplane, Motörhead, Girlschool oder MC5 verglichen.

## Diskografie

### Alben
| Jahr | Titel Musiklabel                  | Höchstplatzierung, Gesamtwochen, AuszeichnungChartsChartplatzierungen (Jahr, Titel, Musiklabel, Platzierungen, Wochen, Auszeichnungen, Anmerkungen) | Anmerkungen                            |
| Jahr | Titel Musiklabel                  | SE | Anmerkungen                            |
| ---- | --------------------------------- | --- | -------------------------------------- |
| 2012 | Flash Point Crusher Records       | SE52 (1 Wo.)SE | Erstveröffentlichung: 8. Oktober 2012  |
| 2014 | Shake Electric Reaktor Recordings | SE7 (1 Wo.)SE | Erstveröffentlichung: 5. November 2014 |
| 2018 | Killer Machine Reaktor Recordings | SE17 (1 Wo.)SE | Erstveröffentlichung: 6. April 2018    |
| 2025 | Sharp Objects Wild Kingdom        | — | Erstveröffentlichung: 14. Februar 2025 |

### Singles und EPs
- 2011: Fraction (De:Nihil Records)
- 2011: Spiders (Kemado Records)
- 2011: Nothing Like You (Valley King Records)
- 2011: High Society (Kemado Records)
- 2012: Weekend Nights (Crusher Records)
- 2015: Why Don’t You (Universal Music)
- 2015: Stendec / One Hell of a Woman (Valley King Records; Split mit Older Sun)

## Auszeichnungen
Grammis
| Jahr | Kategorie | für            | Resultat  |
| ---- | --------- | -------------- | --------- |
| 2015 | Hardrock  | Shake Electric | Nominiert |

P3 Guld
| Jahr | Kategorie      | für            | Resultat  |
| ---- | -------------- | -------------- | --------- |
| 2012 | Hardrock/Metal | Flash Point    | Nominiert |
| 2015 | Hardrock/Metal | Shake Electric | Nominiert |